# Sénat conservateur
Sénat conservateur představoval jednu ze tří komor v období francouzského Konzulátu. Senát byl zřízen ústavou Francouzské republiky z roku VIII, která vstoupila v platnost 25. prosince 1799 a byla vyhlášena 7. února 1800. Na rozdíl od Tribunátu a Zákonodárného sboru, zákonodárných shromáždění Konzulátu, Senát neměl v legislativním procesu žádnou roli. Měl však dvě významné pravomoci volební a ústavní. Ústava roku X (4. srpna 1802) a Ústava roku XII (18. května 1804) jeho pravomoc upravily.

## Charakteristika

### Senátoři
Členové Senátu (ve věku alespoň čtyřiceti let) byli jmenováni doživotně a byli neodvolatelní. Jejich počet byl ústavou z roku VIII stanoven na osmdesát. Prvních šedesát bylo jmenováno okamžitě. Zbývajících dvacet k nim mělo postupně přibývat, v průměru dva ročně, během následujících deseti let. Kandidáty navrhoval prvním konzul, Tribunát a Corps législatif.
Ústava roku X zvýšila kontrolu prvního konzula při doplňování. Bylo na něm, aby předložil seznam tří kandidátů pro každého ze čtrnácti nových senátorů, kteří ihned doplní Senát, přičemž se upustilo od myšlenky rozložit tato jmenování do deseti let. První konzul měl právo jmenovat do Senátu, koho uzná za vhodného, s jediným omezením věkem (nejméně čtyřicet let) a počtem členů (nejvýše sto dvacet osob).
Ústava z roku XII dále zvýšila moc Bonaparta, který se stal císařem, nad Senátem. Kromě 80 členů jmenovaných na prezentaci kandidátů vybraných císařem mohl Bonaparte nyní povýšit kteréhokoli občana na senátora bez ohledu na počet členů Senátu. Kromě toho se nově členy Senátu stala hlavní francouzská knížata a nositelé velkých důstojností Impéria, také jmenovaní císařem.
Senát přesídlil do Lucemburského paláce. Zasedání byla neveřejná.

### Pravomoce
Posláním Senátu bylo zajišťovat ústavnost zákonů. Byl "zachovatelem ústavy" (conservateur de la Constitution) a jako takový mohl hlasovat proti návrhům, které přijal Corps législatif.
Senát vybíral členy zbývajících dvou komor z tzv. seznamu národní důvěryhodnosti, který zahrnoval přibližně jednoho dospělého muže z tisíce (přibližně 6000 jmen). Jmenoval také kasační soudce a revizory, také ze stejného seznamu. Během konzulátu také jmenoval konzuly. Za císařství měl pravomoc jmenovat regenta, nebo dokonce nového císaře, pokud by držitel úřadu zemřel bez přímého dědice.
Senát jednal prostřednictvím dekretů, které se nazývaly sénatus-consultes.
Sénatus-consultes ordinaires (řádné) umožňovaly rozpustit Corps législatif nebo Tribunátu, pozastavit činnost porot nebo vyhlašovat v departementech stav obležení.
Sénatus-consultes organiques (základní), jejichž přijetí vyžadovalo dvoutřetinovou většinu, upravovaly "vše, co není stanoveno Ústavou a co je nezbytné pro její fungování". Právě skrze ně Senát doplňoval články Ústavy, pokud vedly k různým výkladům.

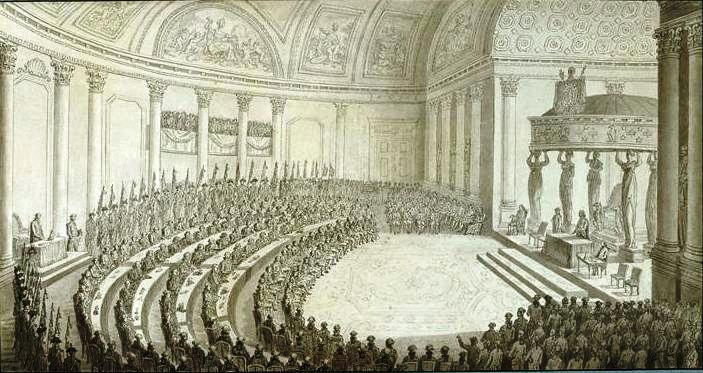
Zasedání Senátu

### Složení
Členy Senátu byli:
- Francouzští princové (knížata císařské rodiny), kteří dosáhli svého osmnáctého roku
- nositelé velkých důstojností Říše
- osmdesát členů jmenovaných na základě prezentace kandidátů vybraných císařem na seznamech sestavených volebními kolegii departementů
- občané, které císař uznal za vhodné jmenovat je senátorem

V Senátu působily dvě sedmičlenné komise, jedna pro svobodu jednotlivců a druhá pro svobodu tisku.